# Cellarengo
Cellarengo är en ort och kommun i provinsen Asti i regionen Piemonte i Italien. Kommunen hade 702 invånare (2018).